# Noshad Alamian
Noshad Alamian (persisch نوشاد عالمیان; * 21. November 1991 in Babol, Mazandaran) ist ein iranischer Tischtennisprofi. Er nahm 2012 sowie 2016 an den Olympischen Spielen teil.

## Werdegang
Alamian nahm an zahlreichen internationalen Turnieren für sein Land Iran teil. Als Jugendspieler gewann er 2009 die Doha Junior Open. 2012 und 2013 belegte er beim Asian Cup jeweils den 4. Platz. Auch bei Asian Cups in China war er erfolgreich: Hier belegte er 2010 jeweils den 11. Platz, 2011 den 6. Platz. 2013 wurde er für den Einzelwettbewerb der Weltmeisterschaft in Paris nominiert. Hier scheiterte er jedoch in der Runde der besten 32 Sportler. 2015 folgte die zweite WM-Teilnahme, doch auch dort musste er sich in Runde 1 dem Chinesen Ma Long geschlagen geben.

## Erfolge

### Weltmeisterschaften
- 2009 Qualifikationsrunde Einzel
- 2011 Runde 128 Einzel; Qualifikation Doppel
- 2013 Runde 32 Einzel; Runde 32 Doppel
- 2015 Runde 128 Einzel; Runde 64 Doppel
- 2017 Runde 64 Einzel; Runde 32 Doppel

### Olympische Spiele
- 2012 Runde 1 Einzel
- 2016 Runde 2 Einzel

### Asian Cups
- 2010 Runde 16 Einzel
- 2011 Viertelfinale Einzel
- 2012 Halbfinale Einzel
- 2013 Halbfinale Einzel

### Sonstige Turniere
- 2009 World Junior Circuit Portugal Finale Einzel
- 2009 World Junior Circuit Qatar Gewinner Einzel
- 2009 World Junior Circuit Manama Finale Einzel
- 2008 World Junior Circuit Qatar Gewinner Einzel

## Sonstiges
Noshad Alamians Bruder Nima ist ebenfalls Tischtennisspieler. Beide treten auch zusammen im Doppel an.
Alamian ist der einzige Weltklasse-Tischtennisspieler, der während eines Ballwechsels oft die Schlaghand wechselt – und dabei sowohl mit der linken als auch mit der rechten Hand auf höchstem Niveau spielt.